# Château de Ferrières (Sérignac)
Le château de Ferrières est un château situé à Sérignac, en France.

## Localisation
Le château est situé sur le territoire de la commune de Sérignac, dans le département français du Lot.

## Historique
Un château a existé sur le site avant le château actuel. La seigneurie de Ferrières a été donnée en 1464 à Pierre Ramond de Folmont, sénéchal d'Agenais et de Quercy, par Arnaud dit Naudonnet de Lustrac, en 1464. 
Les Ramond ont conservé le fief jusqu'en 1646. Les terres et les ruines du vieux château sont alors vendues à Sylvestre Dubruelh (vers 1605-après 1657), lieutenant pour le roi en la ville de Perpignan, maréchal de camp, frère de Jean-Louis Dubruelh, évêque désigné d'Elne-Perpignan. Il a fait ériger la terre en marquisat. Sa fille unique, Anne Dubruelh a épousé Aimery de Timbrune, marquis de Valence, brigadier des armées du roi, tué à la tête de son régiment du Maine infanterie à la bataille de Parme, le 29 juillet 1734. De cette union sont nés quatre fils, dont Vincent-Sylvestre de Timbrune, comte de Valence, créé maréchal de camp le 20 février 1761, qui a hérité des biens de sa mère. Il s'est retiré sur ses terres de Ferrières en 1763. Il a décidé de faire construire, au-dessus des fondations du vieux repaire délabré, un nouveau château. La Révolution a arrêté les travaux.
Après sa mort, en 1795, son fils, Jean-Baptiste Cyrus de Timbrune de Thiembronne, général des armées de la République, n'a pas poursuivi les travaux. Il a émigré après la bataille de Neerwinden, vécu près d'Utrecht à Oud Naardin pour suivre la famille d'Orléans. Le château est alors abandonné à des fermiers. Revenu d'exil, il est devenu sénateur sous l'Empire, grâce à l'appui de Madame de Montesson, amie de Joséphine et femme du père de Philippe-Egalité. Le général qui avait épousé une nièce de Madame de Genlis, a mené alors une vie essentiellement parisienne. Le château avait été saisi comme bien d'émigré pendant la Révolution mais n'avait pas pu être vendu. Il a obtenu la levée du séquestre et a pu le récupérer, mais il est en piteux état.
La seconde fille du général de Valence, Louise Rose Aimé de Timbrune-Thiembrone de Valence, a épousé le 10 août 1816 le maréchal Gérard. Les deux filles du général de Valence ont vendu le château en 1834 à Pierre Monmayou, beau-frère du maréchal Bessières. Une première restauration du château est entreprise qui a duré jusqu'en 1891. Une seconde est commencée après 1918.
L'édifice est inscrit au titre des monuments historiques le 21 juillet 1960.